# Hotel Meliá d'Alacant
Es coneix com a Hotel Meliá un edifici de grans dimensions de la ciutat valenciana d'Alacant. L'edifici, que es va construir il·legalment en terreny guanyat al mar, alberga els hotels Meliá Alacant i Spa Porta Maris. Se situa entre el dic de Llevant del port d'Alacant i la platja del Postiguet, de manera que crea una enorme barrera visual entre tots dos.
L'edifici es va construir en 1965 sobre sòl de domini públic marítim-terrestre sense respectar l'altura màxima permesa. En 1990 el ministeri d'Obres Públiques i Urbanisme va certificar que l'edifici era il·legal i, en 1993, totes les forces polítiques de la ciutat van arribar a un pacte per derrocar-lo tan prompte com s'arribara a un acord amb els propietaris. No obstant això, l'alcalde del Partit Popular, Luis Díaz Alperi, va trencar el pacte en 2000 per indultar i legalitzar l'edifici, i permetre així que els hotels seguiren mantenint la seua activitat.
Després de perdre la moció de censura al juny de 2018, l'expresident del govern, Mariano Rajoy, es va allotjar a l'hotel Meliá Alacant mentre exercia com a registrador de la propietat a Santa Pola (a 20 km).